# Pat Angerer
Patrick Aaron „Pat“ Angerer (* 31. ledna 1987, Bettendorf, stát Iowa) je bývalý hráč amerického fotbalu, který nastupoval na pozici Linebackera v National Football League. Univerzitní fotbal hrál za University of Iowa, poté byl vybrán v druhém kole Draftu NFL 2010 týmem Indianapolis Colts.

## Vysoká škola
Angerer navštěvoval Bettendorf High School, za kterou hrál americký fotbal. Na pozici Middle linebackera si připsal celkem 344 tacků, 17 sacků, 5 force fumblů a jednu interception. V posledním roce jako kapitán týmu zaznamenal rekord školy v počtu tacklů v jednom utkání (25), v sezóně (197) a kariéře (344), a byl zvolen do celostátního výběru všech škol. Web Rivals.com ho ohodnotil jako 26. nejlepšího linebackera v celých Spojených státech. Angerer upřednostnil University of Iowa před školami Iowa State University, University of Indiana a University of Northern Illinois.

## Univerzitní fotbal
První sezónu strávil Angerer v třetím týmu na pozici weak side Linebackera, druhou vynechal kvůli zraněním. Po překonání mononukleózy a poraněních ramene, třísla a podkolenní šlachy se na začátku sezóny 2008 stal startujícím hráčem. Už z pozice middle linebackera zaznamenal 107 tacklů (62 asistovaných), 5 interceptionů a byl vybrán druhého týmu All-Big Ten. Za výkony v sezóně 2009 byl nominován na ceny Butkus Award, Lombardi Award, Bednarik Award a byl jedním ze šestnácti seminifinalistů na Bednarik Award.

## Profesionální fotbalová kariéra
Pat Angerer byl vybrán v druhém kole Draftu NFL 2010 na 63. místě týmem Indianapolis Colts, za který hraje dodnes. V jeho dresu se potkává se spoluhráčem z univerzity A. J. Eddsem.

### Indianapolis Colts
Nováčkovskou sezónu začal Angerer na pozici náhradního Middle linebackera za Gary Brackettem. První start v NFL si připsal v šestém týdnu po Brackettově zranění. Proti Washingtonu Redskins zaznamenal 11 tacklů, sack a dvě ubráněné přihrávky, a do konce sezóny se stal startujícím hráčem na své pozici. Za celý ročník 2010 si připsal 88 tacklů (30 asistovaných), jeden sack a force fumble. Na začátku sezóny 2011 si udržel pozici startujícího Middle linebackera a v jinak mizerné sezóně svého týmu byl světlou výjimkou: zaznamenal 148 tacklů (čtvrté nejvyšší výkon v celé NFL) z toho 70 asistovaných, jeden sack, tři ubráněné body, jednu interception a dva forced fumbly. Od sezóny 2012 se přesunuje na pozici levého Inside linebackera, ovšem kvůli zranění odehraje jedenáct utkání z toho pouze tři jako startující hráč. Kromě toho si připíše 57 tacklů (28 asistovaných), jednou ubráněné body a v zápase prvního kola play-off proti Baltimore Ravens také jeden force fumble.

### Atlanta Falcons
22. července 2014 podepsal Angerer jednoletý kontrakt s Atlantou Falcons, ale později byl při zužování kádru shledán nadbytečným a propuštěn. 14. října 2014 pak oznámil ukončení kariéry.

## Osobní život
Pat Angerer má tři starší bratry a sestru. Po vítězném Orange Bowlu proti Georgia Institute of Technology požádal přítelkyni z Vysoké školy Mary Beth o ruku, vzali se 10. července 2010.